# Beinwil (Freiamt)
Beinwil (Freiamt) (schweizertyska: Boiel) är en ort och kommun i distriktet Muri i kantonen Aargau, Schweiz. Kommunen består av byarna Beinwil, Brunnwil, Wallenschwil, Wiggwil och Winterschwil. Den har 1 279 invånare (2023).